# 八一大楼
八一大楼，位于北京市海淀区复兴路7号，是中华人民共和国北京市的一座军用建筑，原定为中共中央军委办公地，但实际上成为当今中国人民解放军最高层主持日常工作、进行军事外交礼仪、召开重要军事会议的主要场所，因此有“解放军的人民大会堂”之誉。

## 简介

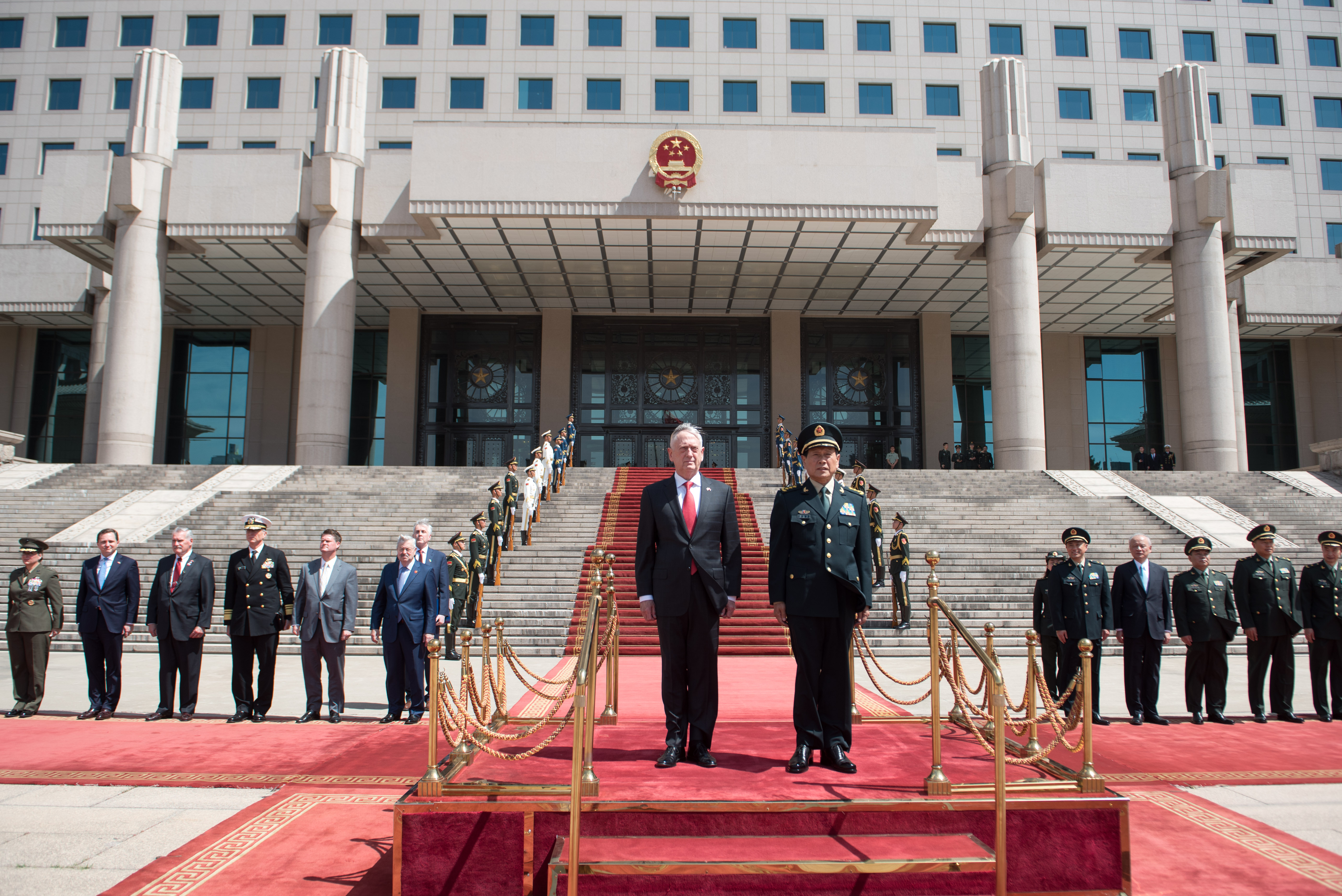
2018年6月27日，中华人民共和国国防部部长魏凤和在八一大楼前的八一广场为美国国防部部长詹姆斯·马蒂斯举行欢迎仪式

北京解放后，中央军委办公厅原在景山前街20号的办公地点（俗称「三座门」）过于狭小，所以自1980年代开始着手新建八一大楼，以满足中央军委领导和机关办公、会议与活动的需要，也作为外事接待和军事外交礼仪活动的场所。八一大楼工程代号为“844工程”，傅学正1988年离休时任844工程指挥部指挥。八一大楼于1997年3月2日破土动工，1997年10月30日完成主体结构施工，1998年底基本完成室外装修及部分设备安装，1999年7月底完成室内装修及系统安装、调试及室外工程与绿化，工程总投资为人民幣7.79亿元，总建筑面积为90,255㎡，平均造价人民幣8,631.1元/㎡。
八一大楼由中国人民解放军总参谋部工程兵第四设计研究院设计。主体建筑地上12层，地下2层，主体建筑南面是举行检阅仪式的八一广场，北面是面积12,600平方米的集中绿地。八一大楼西侧是中国人民革命军事博物馆，南与中国国家铁路集团办公楼（原为中华人民共和国铁道部办公楼）隔复兴路相对。
八一大楼由中央军委办公厅八一大楼管理处管理。